# Ceninho
Ceninho, właśc. Avâtenio Antônio da Costa (ur. 13 lipca 1933 w Ituiutabie) – brazylijski piłkarz, występujący na pozycji napastnika.

## Kariera klubowa
Ceninho występował w Siderurgice Sabará, Fluminense Rio de Janeiro, Guarani FC, Américe Rio de Janeiro, Vitórii Salvador, SC Internacional, portugalskim SC Braga i chilijskim Audax Italiano.

## Kariera reprezentacyjna
W reprezentacji Brazylii Ceninho zadebiutował 15 września 1957 w przegranym 0-1 meczu z reprezentacją Chile, którego stawką było Copa Bernardo O’Higgins 1957. Był to jego jedyny występ w reprezentacji.